# フジテック (東京都の企業)
株式会社フジテックは、エアコン総本舗やリフォーム総本舗などを運営する会社である。
東京都品川区に本社を置き、空調設備や総合住宅設備機器の販売・施工を行っている。

## 沿革
- 2004年（平成16年）1月 - 東京都品川区に「エアコン総本舗 品川店」として創業。
- 2007年（平成19年）3月 - 世田谷区に「三軒茶屋店」をオープン。
- 2011年（平成23年）4月 - 神奈川県横浜市に「横浜店」をオープン。
- 2013年（平成25年）4月 - 新宿区に「早稲田店」をオープン。
- 2016年（平成28年）
  - 2月 - 千代田区に業務用エアコンの取り扱いを主とする「空調デポ 神田店」をオープン。商品事業部を開設。
  - 10月 - 社名を「株式会社フジテック」に変更。
- 2017年（平成29年）4月 - 武蔵野市に「吉祥寺店」をオープン。
- 2019年（令和元年）
  - 5月 - 住設事業部を開設。「リフォーム総本舗」として、総合住宅設備機器の販売・施工事業を本格的に開始。川崎市に「川崎店」をオープン。
  - 7月 - 世田谷区に「池尻オフィス」を開設。
- 2020年（令和2年）4月 - 横浜市磯子区に「横浜南店」を開設。
- 2022年（令和4年）4月 - 練馬区に「練馬店」をオープン。
- 2023年（令和5年）2月 - 北区に「田端店」をオープン。
- 2024年（令和6年）4月 - 相模原市南区に「相模原店」をオープン。
- 2024年（令和6年）10月 - 港区南青山に「南青山営業所」を開設。

## 店舗
2025年3月現在、空調設備の販売・施工を取り扱う「エアコン総本舗」を10店舗、「空調デポ」を1店舗運営している。川崎店と神田店は住設事業も行っている。

## リフォーム事業
創業以来、首都圏を中心に業務用・ハウジングエアコンの設置・入替工事を行ってきたが、2019年にリフォーム事業を本格的に開始した。